# Portret szlachcica
Portret szlachcica – obraz włoskiego malarza renesansowego Romaniego.
Przez wiele lat obraz znajdował się w kolekcji rodu Fenarolich z Brescii. Autorstwo portretu było przypisywane Morettowi i jako jego dzieło zostało w 1895 roku zakupione przez Karola Pulszky’ego od Luigiego Restaminiego z Wenecji dla budapeszteńskiego muzeum. Dopiero w późniejszych latach ustalono faktyczne autorstwo.

## Opis obrazu
Portret przedstawia mężczyznę w złotej brokatowej sukni i złocistym berecie na tle ciemnozielonej kurtyny. Choć prawa ręka spoczywa na rękojeści miecza jego spojrzenie skierowane jest gdzieś w dal sprawiając wrażenie nieobecnego duchem. Kompozycja obrazu zbudowana z szerokich płaszczyzn barwnych nacechowana jest siłą i majestatem. Romanino był specjalistą od techniki fresku co zauważalne jest w sposobie malowania portretu. Adolfo Venturi, włoski historyk sztuki pisał: 

...miękki, gęsty modelunek oraz zwarty, nie rozdrobniony jeszcze rysunek pozwalają przypuszczać, iż dzieło to powstało w latach 1515-1520

 Późniejsza i mniejsza replika portretu znajduje się w Accademia Carrara w Bergamo.